# Elisa Cepedal
Elisa Cepedal (Barredos, 1982) es una editora, guionista y directora de cine española.

## Trayectoria
Formada en Bellas Artes en la Universidad del País Vasco donde ya empezó a hacer cortos y en la Escuela de Cine de Londres utiliza con frecuencia el rodaje en película de 16 mmlo que le permite, asegura, planificar mejor su trabajo.
La playa (2010) fue uno de sus primeros cortos, que Cepedal considera una experimentación. Con este cortometraje recibió el Primer Premio Nuevos Realizadores del Principado de Asturias en el Festival Internacional de Cine de Gijón. Le siguió en 2011 Ay pena y en 2014 El desastre trabajos en los que prima el montaje que ella misma realiza.
En 2014 Elisa Cepedal y Ramón Lluis Bande presentan Llar una película en la que presentan visiones diferentes y complementarias del concepto de identidad con experiencias de generaciones opuestas.
En 2017 el Festival Internacional de Cine de Gijón dedicó un foco a sus cortometrajes.
En 2019, tras más de una década trabajando y residiendo en Londres estrena su primer largometraje El trabajo o a quién le pertenece el mundo  regresando a las Cuencas donde vivió durante varios meses para rodar una película sobre el final de los dos siglos de historia de la minería del carbón y el recuerdo de un pasado donde primaba la solidaridad.
Actualmente cursa, becada, un doctorado en la Universidad de Exeter, desarrollando el concepto de Cine de Resistencia con base en el pensamiento filosófico de Gilles Deleuze.
En 2021 LaLaboral anunció el patrocinio de su propuesta de recuperación del archivo fotográfico de su abuelo en Los Barreros
En 2022 su pieza Cinetract rodada en la Playa de San Lorenzo sirvió como cabecera del FICX60.
Como montadora ha realizado tres largometrajes documentales, una serie documental para TPA, varios cortos y dos series de televisión para la BBC como ayudante de montaje. Por otro lado ha colaborado con directores como Marcos M Merino,  Nina Danino, videoartista y fundadora de The London Filmmakers Coop, Milagros Mumenthaler y Terence Davies.

## Filmografía

### Directora
- Dos o tres cosas que no sé de ellas (2009)[10]
- La playa (2010)
- Ay pena (2011)
- El desastre (2014) integrada dentro de la película Llar creada con Ramón Lluis Bande
- El trabajo o a quién le pertenece el mundo (2019) largometraje
- Cinetract  (2022)

### Documentales en los que participa
- El pasado presente (2019) documental de Tito Montero
- Hotel Asturies (2019) documental de Ramón Lluis Bande[11]